# Groupe frère
En phylogénie, des clades formant ensemble un clade entier sont dits groupes frères les uns des autres (des groupes frères peuvent être au nombre de deux ou davantage – voir plus bas).

## Exemples
Dans le cladogramme ci-dessous, les tribus des Panini (Chimpanzés) et des Hominini (Hommes), qui sont deux clades, sont deux groupes frères puisqu'ils forment ensemble la sous-famille des Homininae, qui est également un clade.

Autre exemple : les rongeurs (souris, écureuils, castors…) ont pour groupe frère les lagomorphes (lapins, lièvres), et ces deux clades constituent le clade des glires.

## Groupe frère et parenté
On peut avoir trois groupes frères, voire plus, à condition qu'il y ait entre chacun un même degré de parenté. Ce cas survient si, au cours de l'évolution, une seule espèce ancêtre a donné naissance à trois espèces filles ou plus. Autre possibilité : que l'espèce ancêtre soit elle-même incluse dans l'analyse cladistique : l'ancêtre forme dans ce cas son propre clade sur le cladogramme obtenu, bien qu'il soit à lui seul un groupe paraphylétique (puisqu'il n'inclut pas ses descendants), et donc pas un véritable clade. Cette représentation d'un ancêtre comme frère de ses descendants plutôt que comme père de ceux-ci est un artefact de l'analyse cladistique.
Il arrive aussi que des lacunes ou des ambiguïtés dans les données récoltées, ou des difficultés d'analyse résultent en un cladogramme non résolu. Plus de deux clades apparaissent alors comme groupes frères, mais cela reflète davantage l'absence de connaissance de la structure réelle plutôt qu'une véritable structure non dichotomique.